# 小行星3205
小行星3205（3205 Boksenberg）是一颗绕太阳运转的小行星，为主小行星带小行星。该小行星于1979年6月25日发现。
該小行星以英國天文學家亞歷山大·博克森伯格命名。

## 轨道参数
小行星3205的轨道半长轴为2.6822491 UA，离心率为0.199。